# ناحیه گرینفیلد، شهرستان گراندی، ایلینوی
ناحیه گرینفیلد (به انگلیسی: Greenfield Township) یک منطقهٔ مسکونی در ایالات متحده آمریکا است که در شهرستان گراندی، ایلینوی واقع شده‌است. ناحیه گرینفیلد ۱۷۹ متر بالاتر از سطح دریا واقع شده‌است.